# أليخاندرا فينغوتشيا
ماريا أليخاندرا فينغوتشيا كاركامو (بالإسبانية: Alejandra Vengoechea)‏ (من مواليد 12 مارس 1998) عارضة أزياء كولومبية وحاملة لقب ملكة جمال والتي توجت بالمركز الثاني (الأميرة الأولى) في مسابقة سينوريتا كولومبيا 2019. في وقت لاحق، استقالت لورا أولاسكواجا من لقبها فيريرينا كولومبيا (الوصيفة الأولى) لكن لقب الوصيفة الأولى لم يُقدم إلى ماريا. وبصفتها الثانية، رشجت ماريا إلى مسابقة ملكة جمال الدولية لتمثيل بلدها كولومبيا في ملكة جمال الدولية 2019 بعد ترشيح من قبل ريموندو أنغولو بيزارو رئيس سينوريتا كولومبيا. واقدمت في المسابقة لتحتل مركز الوصيفة الثالثة.

## رابط خارجية
- موقع ملكة جمال كولومبيا الرسمي